# Резбунень
Резбунень, Резбунені (рум. Răzbuneni) — село у повіті Клуж в Румунії. Входить до складу комуни Бобилна.
Село розташоване на відстані 353 км на північний захід від Бухареста, 41 км на північ від Клуж-Напоки.

## Населення
За даними перепису населення 2002 року у селі проживали 264 особи.
Національний склад населення села:
| Національність | Кількість осіб | Відсоток |
| -------------- | -------------- | -------- |
| румуни         | 250            | 94,7%    |
| угорці         | 14             | 5,3%     |

Рідною мовою назвали:
| Мова      | Кількість осіб | Відсоток |
| --------- | -------------- | -------- |
| румунська | 250            | 94,7%    |
| угорська  | 14             | 5,3%     |